# Éditions Julliard
Pour les articles homonymes, voir Julliard.
Éditions Julliard est une maison d'édition française fondée en 1942 par René Julliard et exploitée par la société Julliard.
À la mort de son fondateur en 1962, son directeur général Christian Bourgois reprend la maison. Elle est rachetée peu de temps après par les Presses de la Cité. La société est dissoute le 24 décembre 2010 et radiée le 11 janvier 2011. La marque est alors reprise par les Éditions Robert Laffont, dont elle devient un département, avant de redevenir une maison d'édition à part entière[évasif], filiale d'Editis.

## Historique
La maison d'édition est créée durant la Seconde Guerre mondiale, par René Julliard, fondateur des éditions Sequana. Cet éditeur est à la fois favorable au régime de Vichy et capable de publier (sous pseudonyme) l'un de ses prisonniers politiques, Jean Zay, lorsqu'il écrit en captivité un roman policier, La Bague sans doigt.
Julliard, dont le fondateur a échappé à l'épuration, bénéficie après la Libération d'un contexte peu favorable pour ses concurrentes (Gallimard, Denoël , etc.) et obtient immédiatement trois prix Goncourt successifs — Histoire d'un fait divers (1946) de Jean-Jacques Gautier, Les Forêts de la nuit (1947) de Jean-Louis Curtis et Les Grandes Familles (1948) de Maurice Druon —, ainsi qu'un prix Femina — Le Temps de la longue patience (1946) de Michel Robida—, qui établissent la réputation de la maison dans les lettres françaises.
En 1953, André Frank et Jean-Louis Barrault créent la revue Les Cahiers Renaud-Barrault, publiés chez Julliard jusqu'à la mort de René Julliard (et ensuite chez Gallimard)[réf. nécessaire].
Julliard se fait connaître comme découvreur de talents. Il publie Le Salaire de la peur de Georges Arnaud en 1949. Son plus beau succès sera de prendre tous ses concurrents de vitesse pour publier une inconnue de 18 ans, Françoise Sagan et son Bonjour tristesse, en 1954. L'éditeur a l'idée d'un bandeau avec le slogan « Le diable au cœur », qui rappelle immanquablement Le Diable au corps, et fait de ce best-seller, vendu à des millions d'exemplaires dans le monde, l'un des titres les plus emblématiques de la littérature française du XXe siècle. Il lance aussi Jean d'Ormesson avec L'amour est un plaisir en 1956.
À la mort de son fondateur, en juillet 1962, c’est Christian Bourgois, déjà directeur général, qui reprend la présidence. La veuve de René Julliard revend la maison à un groupe en croissance, les Presses de la Cité, qui forme le noyau du futur Editis. En plus de ses fonctions chez Julliard, Christian Bourgois crée sa propre maison d’édition en 1966. Les éditions Julliard perdent alors lentement de leur prestige. Sagan part chez un rival, Flammarion, en 1969, tandis que d'Ormesson ne connaît le succès qu'à partir de son transfert chez Gallimard en 1971.
La maison reprend vie lorsqu’en 1988, Christian Bourgois embauche Élisabeth Gille comme directrice littéraire. Ils cherchent et publient alors de nouveaux talents, tels Lydie Salvayre et Régine Detambel. Mais ce duo quitte l’éditeur début 1992, à la suite de désaccords internes aux Presses de la Cité.
François Bourin leur succède pour seulement trois ans. Il publie, entre autres, Éluard, le poète de la liberté de Violaine Vanoyeke.
À partir de 1995, Betty Mialet et Bernard Barrault prennent la direction des éditions Julliard. Tâchant de rebâtir une réputation pour Julliard dans la littérature française, ils publient notamment Philippe Besson, Jacques-André Bertrand, Laurent Bénégui, Philippe Djian, Lionel Duroy, Jean-Marie Gourio, Philippe Jaenada, Yasmina Khadra, Fouad Laroui, Mazarine Pingeot, Jean Teulé, Denis Robert, Danièle Saint-Bois, François Weyergans, Elsa Flageul, Murielle Magellan, entre autres. Ils développent également des liens privilégiés avec le cinéma. C'est ainsi que Ce que le jour doit à la nuit (2008), ou L'Attentat (2013) de Yasmina Khadra, tout comme Le Magasin des suicides (2012) de Jean Teulé sont portés à l'écran, ainsi que L'Eau des Fleurs de Jean-Marie Gourio.
Malgré la vitalité de la production, la situation financière de la maison est fragile. En 2010, elle est liquidée, et la marque est reprise par les Éditions Robert Laffont. La commercialisation des collections est confiée à Sogedif du groupe Editis.
En 2017, Julliard obtient le prix Femina avec La Serpe de Philippe Jaenada. En 2019, Betty Mialet et Bernard Barrault quittent Julliard, en raison de divergences avec le groupe dans lequel est intégré la maison. Vanessa Springora, assistante d'édition puis éditrice au sein de la maison depuis 2006, est promue à la direction. Julliard voit partir en 2020 de très nombreux auteurs chez Mialet-Barrault, maison créée au sein du Groupe Flammarion, Philippe Besson faisant exception. Vanessa Springora, qui devient célèbre comme autrice pour son récit Le Consentement, édité chez Grasset, lance une collection féministe, « Fauteuse de trouble », qui publiera Ovidie et Emma Becker.
En 2021, Stéphanie Chevrier prend la direction au sein d'Editis d'un pôle comprenant les éditions Julliard, tout en demeurant directrice des éditions La Découverte. Julliard déménage rue Étienne-Marcel et modernise la charte graphique de ses couvertures, abandonnant définitivement les bandes vertes qu'on trouvait entre autres sur celle de Bonjour tristesse.
En 2024, Julliard est relancé par l'arrivée comme directeur littéraire d'Adrien Bosc. Ce dernier, avec la maison d'édition qu'il a fondée en 2011, les éditions du Sous-Sol, quitte le groupe Médias-Participations pour rejoindre Editis. Les deux maisons emménagent ensemble rue du Pont-Neuf à Paris. Julliard attire alors des auteurs comme Abdellah Taïa, qui remporte le prix Décembre 2024, David Diop, Sarah Chiche, Rachid Benzine, Irène Frain, Patrick Grainville, Julia Kerninon, Erik Orsenna, Valentin Musso ou Philippe Pujol.